# Jerzy Walden
Jerzy Walden właśc. Jerzy Landau (ur. 17 listopada 1903 w Warszawie, zm. 17 września 1984 tamże) – polski aktor teatralny i filmowy, reżyser teatralny, dyrektor teatrów oraz pedagog.

## Życiorys
Początkowo przez dwa lata studiował filozofię na Uniwersytecie Warszawskim, ostatecznie jednak ukończył Oddział Dramatyczny Państwowego Konserwatorium Muzycznego w Warszawie (1921–1924), gdzie uzyskał dyplom reżysera. Na scenie debiutował jako aktor i reżyser w łódzkim Teatrze Miejskim (1924–1925), pracował także warszawskim Teatrze Letnim. W latach 1925–1926 był członkiem zespołu lwowskiego kabaretu „Semafor”. Następnie, aż do 1939 roku był związany głównie ze scenami warszawskimi jako reżyser (teatr Wodewil 1926, Teatr Praski 1927–1928, Nowa Operetka 1929, Teatr Ateneum 1930, Morskie Oko 1930–1931, Teatr im. S. Żeromskiego 1933, Teatr 8:30 1934), kierownik (Teatr Eksperymentalny 1933–1936) oraz autor i tłumacz tekstów (Cyrulik Warszawski 1935–1939, Wielka Rewia 1937–1938). Ponadto w tym okresie kierował Teatrem Polskim w Kaliszu (1926–1927) oraz reżyserował w Łodzi (Teatr Miejski, Teatr Letni 1931–1932).
Po wybuch II wojny światowej, w dniu 7 września 1939 roku opuścił Warszawę i udał się na wschód. W latach 1939–1942 reżyserował w teatrach na terenie ówczesnego ZSRR, m.in. w Brześciu, Baranowiczach, Eliście, Astrachaniu oraz Kujbyszewie. W 1943 roku wraz z żoną Stefanią trafił do teatru żołnierskiego 1 Dywizji Piechoty im. Tadeusza Kościuszki w Sielcach nad Oką. Następnie, w grudniu tegoż roku został skierowany do frontowego 2 Dywizji Piechoty im. Henryka Dąbrowskiego.
Wojnę zakończył w stopniu kapitana. Po demobilizacji przeniósł się do Jeleniej Góry, gdzie do sierpnia 1946 roku kierował tamtejszym Teatrem Dolnośląskim. Następnie przebywał we Wrocławiu, gdzie do 1949 roku kierował Teatrem Dolnośląskim, a w sezonie 1948/1949 – również Operą i Filharmonia Wrocławską. W kolejnych latach pracował jako aktor i reżyser na wielu krajowych scenach, m.in.: Teatru Wybrzeże w Gdańsku (1949–1951), Teatru Ziemi Pomorskiej (1951–1953, jako kierownik sceny bydgoskiej), Teatru im. Wojciecha Bogusławskiego w Kaliszu, Teatru im. Stefana Jaracza w Olsztynie (1955–1956, 1971–1972), Teatrów Dramatycznych w Szczecinie (1951–1958), Operetki Łódzkiej i Teatru im. Stefana Jaracza w Łodzi (1958–1962), Opery i Operetki w Bydgoszczy (1961–1962), Teatru 7.15 w Łodzi (1963–1965 oraz Teatru im. Adama Mickiewicza w Częstochowie (1972–1973). Ponadto w 1960 roku wyreżyserował spektakl Teatru Telewizji pt. Kłopoty redaktora (wg Marka Twaina).
Do marca 1971 roku wykładał na Państwowej Wyższej Szkole Filmowej, Telewizyjnej i Teatralnej w Łodzi. Był autorem scenariuszy do przedstawień i musicali, zajmował się również tłumaczeniem tekstów. Wydał wspomnienia Teatr potrzebny (1964) oraz Cztery i pół (1970).
Był ojcem Andrzeja Waldena (ur. 1949) – aktora i reżysera teatralnego oraz dziadkiem Kai Walden (ur. 1990) – aktorki.
Pochowany na cmentarzu rzymsko-katolickim na Radogoszczu w Łodzi.

## Ordery i odznaczenia
- Krzyż Kawalerski Orderu Odrodzenia Polski
- Złoty Krzyż Zasługi (dwukrotnie[1]: po raz pierwszy 10 maja 1946[2])
- Medal 10-lecia Polski Ludowej (28 lutego 1955)[3]

## Filmografia

### Scenariusz, dialogi, teksty piosenek
- Bohaterowie Sybiru (1936)
- Dwa dni w raju (1936)

### Obsada aktorska
- Nikodem Dyzma (1956) – pracownik w ministerstwie rolnictwa
- Szatan z siódmej klasy (1960) – żołnierz napoleoński
- Matka Joanna od Aniołów (1960)
- Pierwszy dzień wolności (1964)
- Panienka z okienka (1964)
- Gorączka (1980) – gość na wystawie